# Винхофверс, Дина
Дина Винхофверс (дат. Dina Vinhofvers; 1620, Копенгаген — 7 июля 1651) — датская работница шёлковой фабрики, получившая известность благодаря своему участию в предполагаемом заговоре датского государственного деятеля Корфица Ульфельдта (1606—1664) против датского короля Фредерика III в 1650—1651 годах.

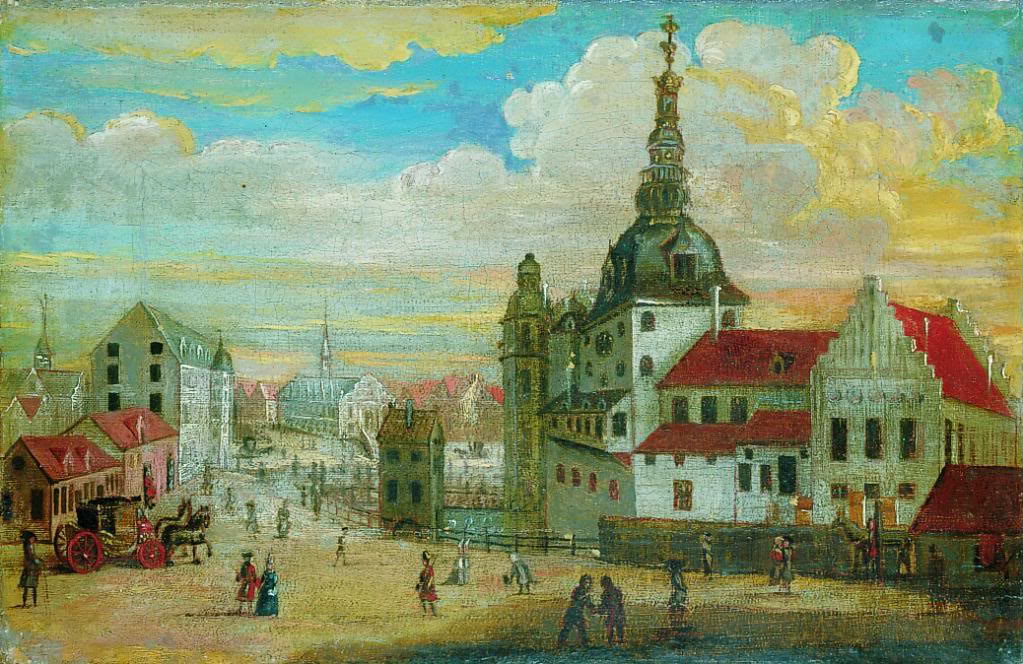
Копенгагенский замок

## Ранние годы
Дина Винхофверс родилась в Копенгагене в немецкой семье. Известно, что её мать Маргрета Винхофверс занимала некую должность в штате работного дома. Дина вышла замуж за Давида Шумахера (ум. 1650) в Гольштейне, родила дочь в 1640 году и вернулась в Данию в конце 1640-х годов в кампании своего любовника — лейтенанта Йоргена Вальтера (ум. 1670). Она вместе с матерью и дочерью жили у хозяина фабрики по производству шёлка Самсона Герцена и зарабатывали себе на жизнь глажкой шёлка. Также есть сведения, что Дина подрабатывала в качестве проститутки.

## Дело Корфица Ульфельдта
В 1650 году Дина Винхофверс рассказала о плане покушения на датского короля. Она назвала Корфица Ульфельдта отцом ребёнка, которым она была беременна в тот момент, и утверждала, что подслушала разговор между Ульфельдтом и его женой Леонорой Кристиной Ульфельдт (1621—1698), в ходе которого они якобы обсуждали свои планы отравления Фредерика III (1609—1670). Леонора Кристина Ульфельдт была незаконнорожденной дочерью датского короля Кристиана IV (1577—1648) и сводной сестрой Фредерика III.
Йорген Вальтер, вероятный отец её ребёнка, ставший фаворитом короля, пожаловавшего ему дворянство в 1649 году, донёс монарху об обвинениях Винхофверс. Существует версия, что именно Вальтер подговорил её выдвинуть это обвинение, чтобы ограничить влияние Ульфельдта, положение которого и без того было шатким из-за напряженных отношений с королём. Вальтер же был приближённым датско-гольштейнскому дворянину Кристиану Ранцау (1614—1663), который был противником Ульфельдта. Обвинение было выдвинуто в то время, когда деятельность Ульфельдта уже расследовалась. Однако обвинения Винхофверс держались королём в секрете, который хотел рассмотреть их в спокойной обстановке.
В 1651 году Вальтер был назначен королевским советником, что могло служить знак того, что Фредерик III воспринял переданные им сведения всерьёз. Винхофверс встретилась с Леонорой Кристиной и Симоном Хеннингсом (ум. 1661), священником и духовником Ульфельдта, и рассказала им, что Вальтер планирует убить супругов Ульфельдт. Ульфельдт донесла об этом королю, который заключил Винхофверс в Копенгагенский замок и предал это дело огласке. Она отказалась во время допроса от своих прежних обвинений против Ульфельдта и заявила, что обвинения были сфабрикованы Вальтером. Ульфельдт был освобожден по решению суда и 14 июля 1651 года тайно покинул Данию вместе со своей семьёй. Дина Винхофверс же была приговорена к смертной казни за свое первое ложное обвинение. Она была обезглавлена летом 1651 года возле Копенгагенского замка.

## В литературе
История Винхофверс стала темой рассказа английской писательницы Марии Эджуорт «Заговор», впервые опубликованного в её «Рассказах о реальной жизни» (1810). Дина Винхофверс также является героиней трагической пьесы «Дина», написанной в 1842 году Адамом Эленшлегером (1779—1850). Датский писатель Эббе Клеведаль Райх (1940—2005) также включил фрагменты её историю в свою книгу «Rejsen til Messias».